# Sonnefeld (gmina)
Sonnefeld – miejscowość i gmina w Niemczech, w kraju związkowym Bawaria, w rejencji Górna Frankonia, w regionie Oberfranken-West, w powiecie Coburg. Leży około 12 km na południowy wschód od Coburga, przy drodze B303 i linii kolejowej Sonnefeld - Coburg.

## Dzielnice
W skład gminy wchodzą następujące dzielnice: 
| - Bieberbach - Firmelsdorf - Gestungshausen - Hassenberg - Neuses am Brand - Oberwasungen | - Sonnefeld - Weickenbach - Weischau - Wörlsdorf - Zedersdorf |

### Polityka
Wójtem jest Rainer Marr z CSU. Rada gminy składa się z 20 członków:

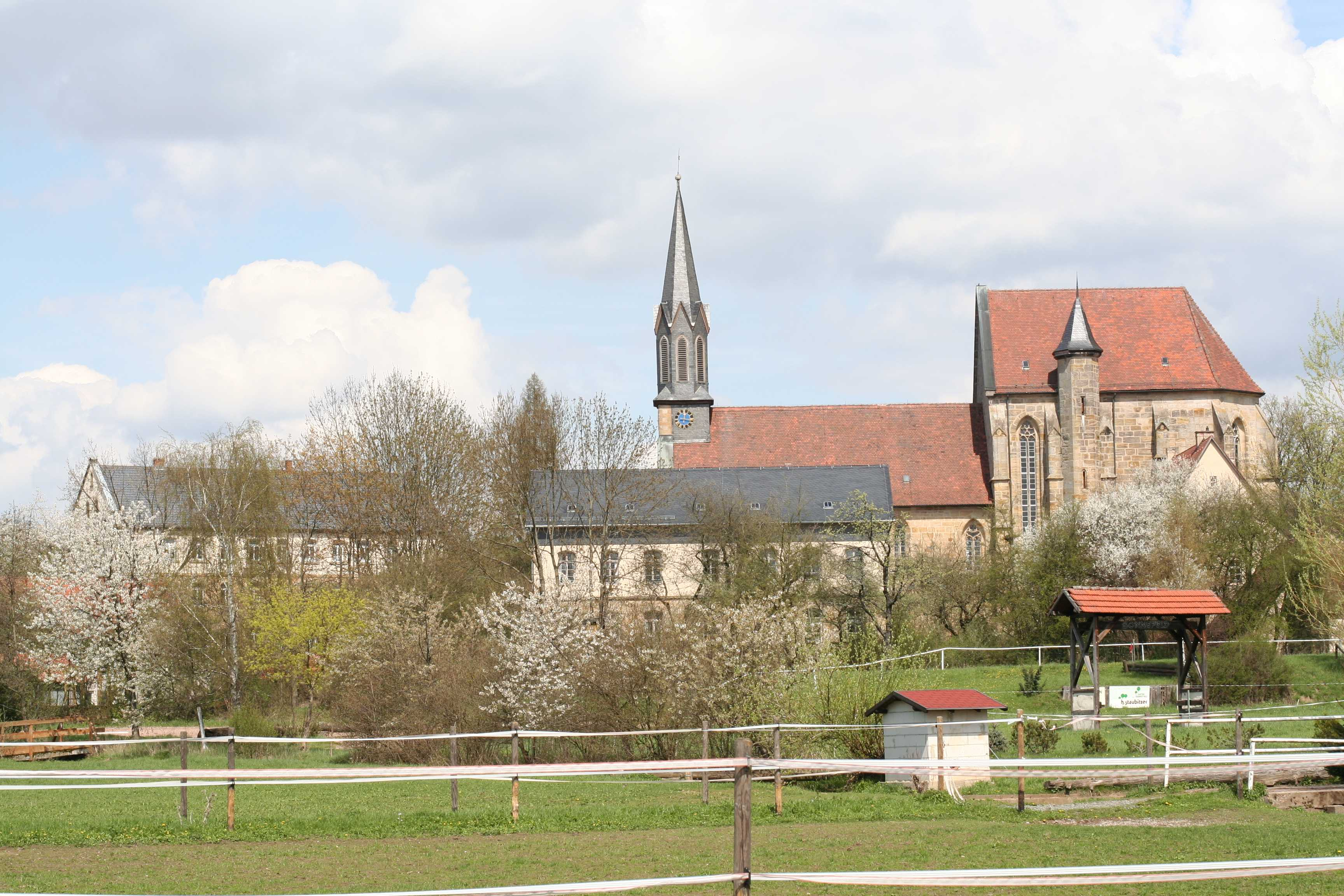
Klasztor Sonnefeld

|      | CSU | SPD | Niezrzeszeni Obywatele | Razem     |
| 2002 | 7   | 8   | 5                      | 20 miejsc |

## Zabytki i atrakcje
- klasztor Sonnefeld
- kościół przyklasztorny

## Osoby urodzone w Sonnefeldzie
- Georg Hansen (1904-1944), generał, działacz antynazistowskiego ruchu oporu